# Río Cunene
El río Cunene (ortografía en Angola) o río Kunene (ortografía en Namibia) es un largo río del África austral.

## Curso
Discurre de la sierra sur de Angola hasta la frontera con Namibia. A continuación, fluye hacia el oeste a lo largo de la frontera hasta llegar al océano Atlántico. Es uno de los pocos ríos perennes en la región. Tiene una longitud de 1050 km, una cuenca de 106 560 km² y un caudal medio anual de 174 m³/s en su boca. En el río se encuentran las cataratas Epupa y la presa Olushandja. 

## La presa Epupa

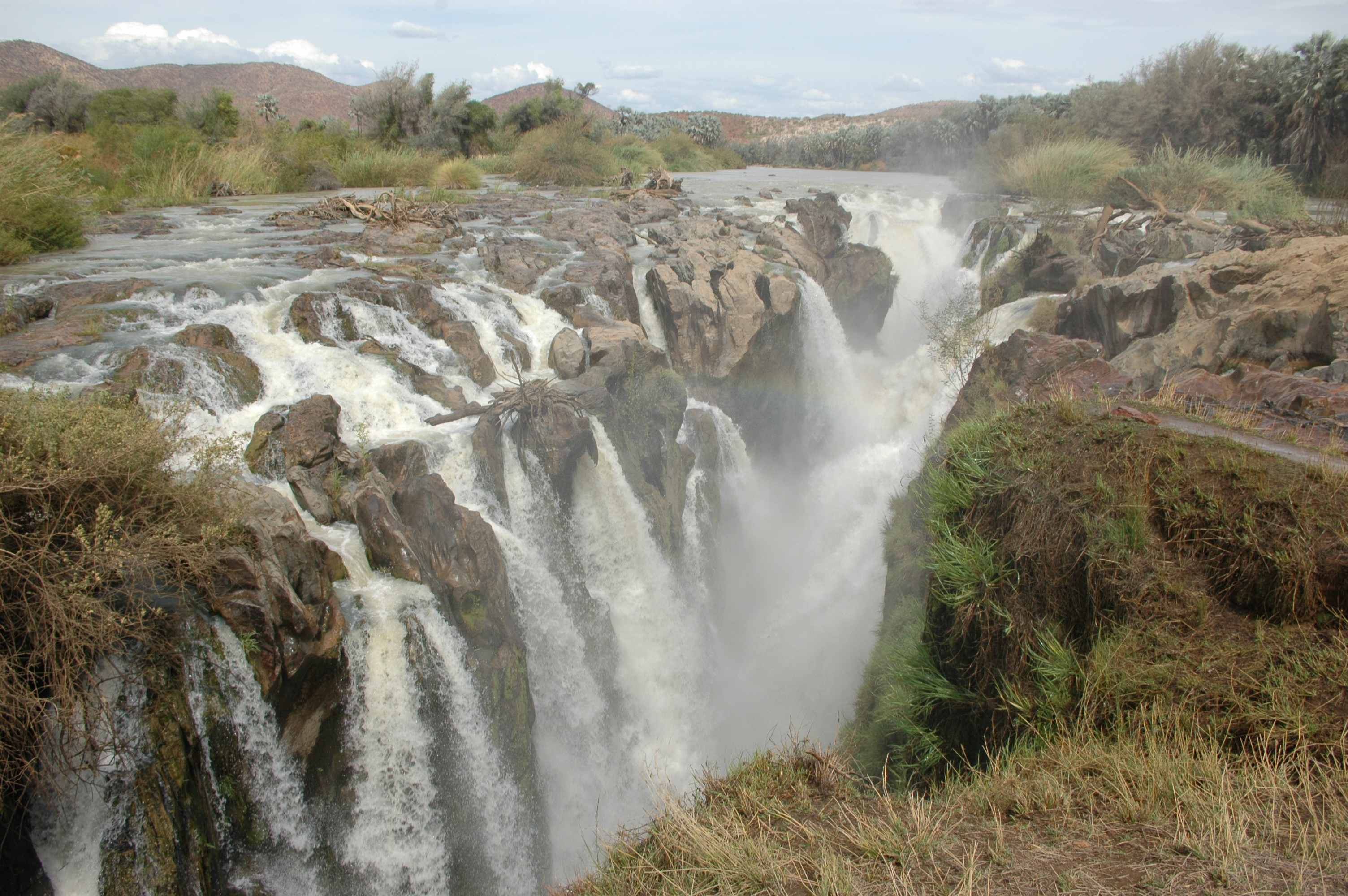
Epupa Falls.

El gobierno de Namibia ha propuesto la construcción de la presa Epupa, una controvertida represa hidroeléctrica sobre el Cunene. La presa puede poner en peligro el ecosistema local y, por tanto, la base económica del grupo étnico local de los himba.